# Nguyễn Thị Thật
Nguyễn Thị Thật (Long Xuyên, 6 maart 1993) is een Vietnamese wielrenster die sinds 2023 rijdt voor Israel Premier Tech Roland. Ze won diverse keren goud op het Aziatisch kampioenschap en op de Zuidoost-Aziatische Spelen. In 2018 won Nguyễn de Belgische wedstrijd Dwars door de Westhoek. In 2019 en 2020 kwam ze voor de Belgische wielerploeg Lotto Soudal Ladies uit.

## Belangrijkste resultaten
Kampioenschappen
2014
 Aziatische Spelen, wegwedstrijd
2015
 Zuidoost-Aziatische Spelen, wegwedstrijd
2017
 Zuidoost-Aziatische Spelen, wegwedstrijd
2018
 Aziatisch kampioen, wegwedstrijd
2019
 Zuidoost-Aziatische Spelen, wegwedstrijd
2022
 Aziatisch kampioen, wegwedstrijd
 Zuidoost-Aziatische Spelen, wegwedstrijd
2023
 Aziatisch kampioen, wegwedstrijd
2024
 Aziatisch kampioenschap, wegwedstrijd
2025
 Aziatisch kampioenschap, wegwedstrijd
0
Overwinningen
2015
1e etappe Ronde van Thailand
2017
1e en 2e etappe Ronde van Thailand
Puntenklassement Ronde van Thailand
2018
2e etappe Ronde van Thailand
Dwars door de Westhoek
2019
Ronde van Zhoushan I
GP Fourmies
2023
2e etappe Ronde van Thailand
Punten- en bergklassement Ronde van Thailand
2024
1e en 2e etappe Ronde van Thailand
0
0

### Resultaten in voornaamste wedstrijden
|      | \| Jaar \| Gent-Wevelgem \| Ronde van Vlaanderen \| Parijs-Roubaix \| Classic Brugge-De Panne \| Dwars door Vlaanderen \| Dwars door de Westhoek \| \| WK op de weg \| \| ---- \| ------------- \| -------------------- \| -------------- \| ----------------------- \| --------------------- \| ---------------------- \| \| ------------ \| \| 2016 \| \| \| \| \| \| \| \| opgave \| \| 2018 \| \| \| \| \| \| Goud \| \| opgave \| \| 2019 \| \| \| \| 31e \| 21e \| \| \| \| \| 2023 \| opgave \| opgave \| \| opgave \| 103e \| \| \| \| \| 2024 \| opgave \| \| opgave \| 104e \| \| \| \| \| |                      |                |                         |                       |                        |  |              |
| Jaar | Gent-Wevelgem | Ronde van Vlaanderen | Parijs-Roubaix | Classic Brugge-De Panne | Dwars door Vlaanderen | Dwars door de Westhoek |  | WK op de weg |
| 2016 | |                      |                |                         |                       |                        |  | opgave       |
| 2018 | |                      |                |                         |                       | Goud                   |  | opgave       |
| 2019 | |                      |                | 31e                     | 21e                   |                        |  |              |
| 2023 | opgave | opgave               |                | opgave                  | 103e                  |                        |  |              |
| 2024 | opgave |                      | opgave         | 104e                    |                       |                        |  |              |

## Ploegen
- 2018 –  UCI WCC Women
- 2019 –  Lotto Soudal Ladies
- 2020 –  Lotto Soudal Ladies
- 2023 –  Israel Premier Tech Roland
- 2024 –  Roland

Braam · Castrique · Christmas · Dessart · Dom · Hoffmann · De Jong · Kopecky · Moonen · Nguyễn · Van de Velde · Van den Steen · Vanhoutte
Beekhuis · Braam · Castrique · Christmas · Dom · Fidanza · Kopecky · Meertens · Nguyễn · Parkinson · Siggaard · Van de Velde · Vandenbulcke
Baur · Buch  · Coles-Lyster (vanaf 4/5) · Collinelli · Delbaere · Dronova-Balabolina · Eklund · Griffin · Hartmann (vanaf 1/6) · Kiesenhofer (vanaf 31/1) · 
Magri · Nguyễn · Pirrone · Sharpe (vanaf 1/6) · Stannard (vanaf15/4) · Steels · Vieceli
Christofórou · Coles-Lyster · Collinelli · Dronova-Balabolina · Eklund · Grinczer · Hartmann · Kiesenhofer · Nguyễn · Pirrone · Swinkels · Vettorello